# Tillfälligt utskott
Tillfälligt utskott (förkortat TfU) var en typ av riksdagsutskott som förekom under tvåkammarriksdagen fram till 1948. Ett tillfälligt utskott kunde inkallas för att behandla en fråga som inte föll under något av de ordinarie utskottens ansvarsområden. På grund av detta ansågs de tillfälliga utskotten ofta som mindre intressanta, och deras funktion övertogs från och med 1949 av allmänna beredningsutskottet.